# Fiona Ferro
Fiona Ferro (født 12. marts 1997 i Libramont, Belgien) er en professionel kvindelig tennisspiller fra Frankrig.